# Antonio Barezzi
Antonio Barezzi (23 de diciembre de 1787, Busseto - 21 de julio de 1867, ibídem) fue un empresario y mecenas italiano, suegro de Giuseppe Verdi, a quien descubrió y financió su talento.

## Biografía
Titular de una gran tienda de alimentos y licores en Busseto, Antonio Barezzi también era mayorista y terrateniente y pequeño productor de licores, por lo que ya se había puesto en contacto con el padre de Verdi, Carlo, a principios del siglo XIX. Antonio también fue el animador cultural y musical de la ciudad: desde la fundación de la Orchestra Filarmonica Bussetana que fundó el 16 de agosto de 1813, su hogar se convirtió en la sede de la asociación y más tarde se convirtió en el sitio de las primeras representaciones públicas del joven Verdi, que comenzó a atenderla desde los diez años. Él mismo era un músico aficionado en la flauta, el clarinete, la trompa e incluso el figle. Barezzi representó para el joven músico una figura casi paternal y un verdadero mecenas: Barezzi decidió alojar a Verdi en su propia casa desde 1831 y, siempre gracias a su apoyo financiero, el prometedor Giuseppe pudo ir a Milán en 1832 para profundizar y perfeccionar sus estudios musicales con maestros del calibre de Vincenzo Lavigna.
Nuevamente, gracias a la intervención de Barezzi, el 5 de marzo de 1836 Verdi obtuvo el puesto de profesor de música del municipio de Busseto, así como el puesto de organista en la parroquia, la primera asignación permanente del joven maestro. Después de tres años, Verdi dejó este lugar, una vez más con el apoyo de Barezzi, para ir permanentemente a Milán.
En 1836, Verdi se casó con Margherita, la hija de Barezzi, y Virginia e Icilio nacieron de esta unión. Las muertes prematuras tanto de sus hijos como de su esposa entre 1839 y 1840 debido a una enfermedad arrojaron a Verdi a la desesperación más oscura. Solo gracias a la ayuda de Barezzi, que siempre estuvo cerca de él, y del impresario de La Scala Bartolomeo Merelli, el compositor se acercó a esa música de ópera en la que se convirtió en un hito.
Cuando comenzó a triunfar, Verdi quiso a Barezzi con él en el estreno de Macbeth (Florencia, 12 de marzo de 1847) y Luisa Miller (Nápoles, 8 de diciembre de 1849). Como demostración de eterna gratitud, Verdi dedicó la partitura de Macbeth a Barezzi.
Más tarde protegió y también ayudó a otro joven talentoso, Emanuele Muzio, quien se convirtió en uno de los grandes colaboradores y directores de Verdi inspirados por su música durante todo el siglo XIX.
Antonio Barezzi murió en su casa en Busseto en 1867.
Desde 2001, la histórica Casa Barezzi alberga un museo de recuerdos de Verdi.